# Elaphidion scaramuzzai
Elaphidion scaramuzzai là một loài bọ cánh cứng trong họ Cerambycidae.